# Czworościan potrójny

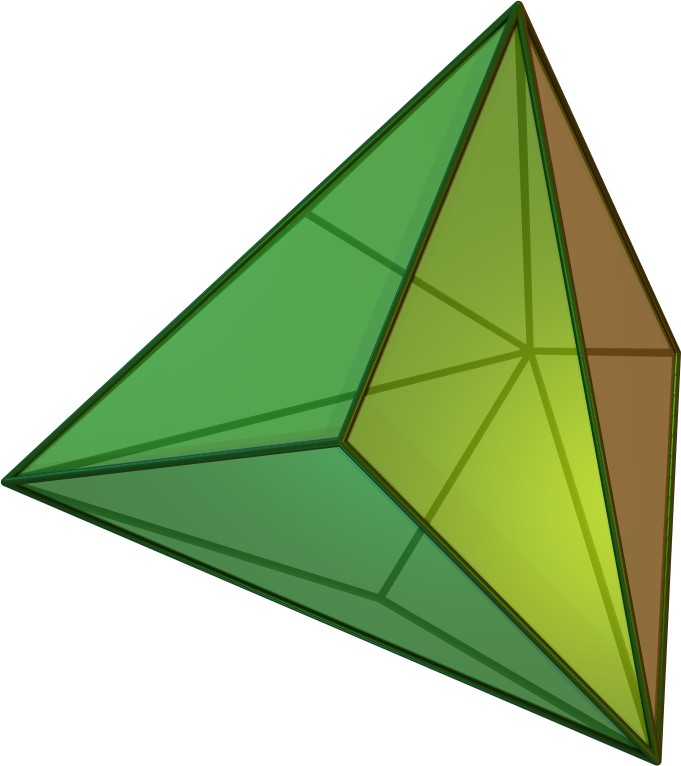
Czworościan potrójny

Czworościan potrójny – wielościan będący dualnym do wielościanu Archimedesa lub, inaczej mówiąc, wielościanem Catalana. Dualny do niego jest czworościan ścięty.
Można go sobie wyobrażać jako czworościan z doklejonymi do każdej ściany ostrosłupami trójkątnymi; jest to więc wielościan gwiaździsty zbudowany na czworościanie. Interpretacja ta wyjaśnia nazwę.
Jeżeli krótsze krawędzie czworościanu potrójnego mają długość 1, to pole jego powierzchni jest równe {\displaystyle {\frac {5}{3}}{\sqrt {11}},} a objętość {\displaystyle {\frac {25}{36}}{\sqrt {2}}.}

## Związek z geometrią czterowymiarową
Czworościan potrójny, którego ściany są trójkątami równobocznymi jest siatką czterowymiarowego wielościanu foremnego nazywanego 5-komórką (czterowymiarowy odpowiednik czworościanu).

## Stellacje

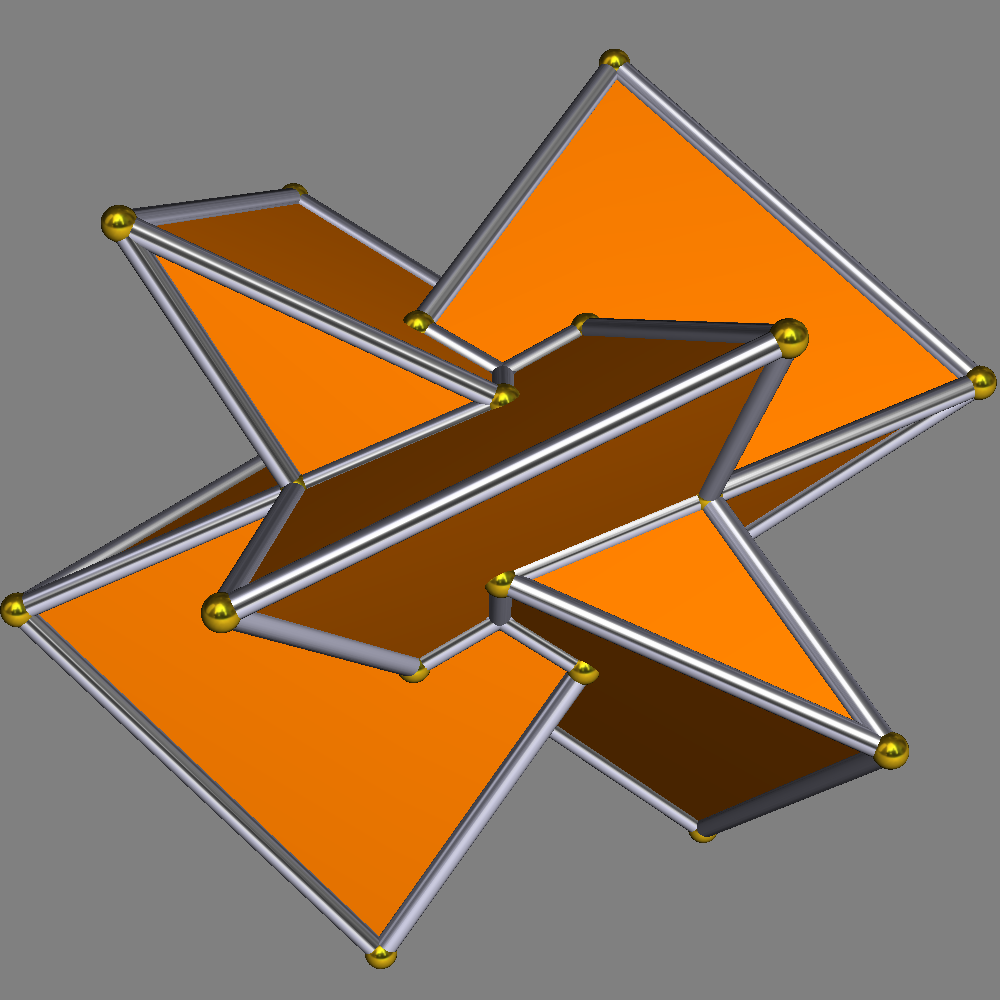
Stellacja czworościanu potrójnego

Ta figura chiralna jest jedną z trzynastu stellacji wynikających z reguł Millera.